# Caius Sempronius Atratinus
Pour les articles homonymes, voir Sempronius Atratinus.
Caius Sempronius Atratinus est un homme politique de la République romaine, consul en 423 av. J.-C.

## Famille
Il est membre des Sempronii Atratini, branche de la gens Sempronia. Il serait le fils de Aulus Sempronius Atratinus, tribun consulaire en 444 av. J.-C., et le petit-fils de Aulus Sempronius Atratinus, consul en 497 av. J.-C.

## Biographie

### Consulat (423)
En 424 av. J.-C., les sénateurs, qui se sont réunis à l'insu des tribuns de la plèbe, parviennent à faire élire pour l'année suivante deux consuls patriciens et évitent l'élection de nouveaux tribuns militaires,. Il s'agit de Caius Sempronius Atratinus et Quintus Fabius Vibulanus. Leur entrée en fonction, aux ides de décembre, coïncide avec la prise de Capoue par les Samnites aux Étrusques.
Les deux consuls doivent faire face à la menace d'une nouvelle attaque des Volsques. Caius Sempronius prend la tête de l'armée romaine et lance une campagne contre les Volsques contre lesquels il parvient à engager la bataille. L'armée romaine ploie sous la charge volsque, jusqu'à ce qu'un décurion de la cavalerie, Sextus Tempanius, prenne en main la situation et inverse le cours des choses, sauvant l'armée de Caius Sempronius du désastre. Le consul, reprenant le contrôle de son armée, relance l'infanterie au combat, au secours de la cavalerie de Sextus Tempanius maintenant encerclée. Finalement, la nuit sépare deux armées décimées qui quittent le champ de bataille avant la lever du jour.

### Premier procès (422)
Caius Sempronius est mis en accusation dès sa sortie de charge en 422 av. J.-C. par le tribun de la plèbe Caius Iunius qui lui reproche une mise en danger inconsidérée de l'armée romaine dans la campagne contre les Volsques. Dans son récit, Tite-Live porte un regard sévère sur les actions de Caius Sempronius, affirmant qu'il fait « toutes choses avec étourderie et négligence », engageant le combat « sans prévoyance et sans précaution ».
En 422 av. J.-C., le tribun de la plèbe Lucius Hortensius reprend les poursuites contre Caius Sempronius, conforté par l'issue de deux autres procès lancés contre deux généraux romains accusés également de mauvaise conduite d'opérations militaires lors d'une guerre antérieure contre Véies : Marcus Postumius Albinus Regillensis, jugé responsable de la défaite contre Véies trois ans plus tôt est condamné, tandis que son ex-collègue Titus Quinctius Poenus Cincinnatus est acquitté. Toutefois, malgré les erreurs commises par Caius Sempronius, le tribun retire sa plainte face à l'opposition de ses propres collègues, Tiberius Antistius, Marcus Aselius, Tiberius Spurillius et Sextus Tempanius, tous d'anciens commandants de cavalerie sous les ordres de Sempronius,.

### Deuxième procès (420)
L'affaire est relancée en 420 av. J.-C. alors que ce sont des tribuns consulaires qui ont été élus. Ces derniers sont tous patriciens, ce qui aggrave les tensions avec les tribuns de la plèbe.
C'est Aulus Sempronius Atratinus, parent de Caius Sempronius, qui préside l'élection des questeurs. À nouveau, seuls des patriciens sont élus, poussant les tribuns de la plèbe Aulus Antistius et Sextus Pompilius à accuser dans un premier temps Aulus Sempronius. Mais ce dernier étant protégé par son statut de magistrat, les tribuns se retournent contre Caius Sempronius, reprenant les accusations de Caius Iunius sur sa mauvaise conduite de l'armée romaine. De plus, les tribuns le provoquent au sujet de la distribution de terres au peuple à laquelle Sempronius s'oppose, ce qui lui fait perdre le soutien du peuple. Il est finalement condamné à une amende de 15 000 as de cuivre.